# La Fassina (Artés)
La Fassina és una obra del municipi d'Artés (Bages) inclosa en l'Inventari del Patrimoni Arquitectònic de Catalunya.

## Descripció
Es tracta d'un conjunt d'edificacions en forma de "T" que s'adeqüen a la funció que tenien: fassina per elaborar aiguardent. Ha sofert moltes ampliacions i reformes.
Destaca un gran passadís porxet i exterior al damunt del qual i al seu costat hi ha un part de les dependències de la fassina. La coberta de l'edifici és d'un sol vessant. De les diverses reformes que ha conegut la més destacable ha estat al reconversió d'una part en habitatges. Fins ara s'ha conservat la maquinària o estris de la fassina, però s'estan fent gestions per vendre-la.

## Història
A Artés hi ha constància de dues fàbriques dedicades a l'aiguardent: la fassina de cal Posa i la de cal Serrallonga, avui coneguda com la Fassina. A la segona meitat del s. XIX començà a funcionar i se situà fora de la població seguint la real Ordre de 1860 on s'ordenava que les fàbriques d'aiguardent havien d'estar fora dels nuclis urbans. Funcionà fins a les primeres dècades del s. XX. posteriorment fou comprada per la fàbrica Berenguer els propietaris de la qual construïren cases pels seus treballadors al mateix recinte de la fassina i als seus voltants. quan funcionà com a fassina provocà més d'una queixa dels veïns per la contaminació de les aigües del torrent de Malla i Sala.